# Gran Premio di superbike di Magny-Cours 2010
Il Gran Premio di Superbike di Magny-Cours 2010 è stata la tredicesima e ultima prova del campionato mondiale Superbike 2010, è stato disputato il 3 ottobre sul circuito di Magny-Cours e in gara 1 ha visto la vittoria di Cal Crutchlow davanti a Leon Haslam e Carlos Checa, la gara 2 è stata vinta da Max Biaggi che ha preceduto Cal Crutchlow e Michel Fabrizio.
La vittoria nella gara valevole per il campionato mondiale Supersport 2010 è stata ottenuta da Eugene Laverty.
Con il secondo posto ottenuto in gara il pilota turco Kenan Sofuoğlu si è laureato campione iridato della categoria, ottenendo il secondo successo in carriera dopo quello del campionato mondiale Supersport 2007.

## Risultati

### Gara 1

#### Arrivati al traguardo[4]
| Pos. | Nº | Pilota          | Squadra                  | Motocicletta         | Giri | Tempo     | Griglia | Punti |
| ---- | -- | --------------- | ------------------------ | -------------------- | ---- | --------- | ------- | ----- |
| 1º   | 35 | Cal Crutchlow   | Yamaha Sterilgarda       | Yamaha YZF R1        | 23   | 38:15.586 | 1º      | 25    |
| 2º   | 91 | Leon Haslam     | Suzuki Alstare           | Suzuki GSX-R1000     | 23   | +0:03.779 | 10º     | 20    |
| 3º   | 7  | Carlos Checa    | Althea Racing            | Ducati 1098R         | 23   | +0:04.261 | 7º      | 16    |
| 4º   | 3  | Max Biaggi      | Aprilia Alitalia Racing  | Aprilia RSV4 Factory | 23   | +0:04.416 | 4º      | 13    |
| 5º   | 96 | Jakub Smrž      | PATA B&G Racing          | Aprilia RSV4 Factory | 23   | +0:07.476 | 3º      | 11    |
| 6º   | 84 | Michel Fabrizio | Ducati Xerox             | Ducati 1098R         | 23   | +0:11.866 | 5º      | 10    |
| 7º   | 41 | Noriyuki Haga   | Ducati Xerox             | Ducati 1098R         | 23   | +0:16.390 | 8º      | 9     |
| 8º   | 66 | Tom Sykes       | Kawasaki Racing          | Kawasaki ZX 10R      | 23   | +0:21.669 | 12º     | 8     |
| 9º   | 67 | Shane Byrne     | Althea Racing            | Ducati 1098R         | 23   | +0:22.065 | 14º     | 7     |
| 10º  | 99 | Luca Scassa     | Supersonic Racing        | Ducati 1098R         | 23   | +0:22.281 | 16º     | 6     |
| 11º  | 57 | Lorenzo Lanzi   | DFX Corse                | Ducati 1098R         | 23   | +0:26.748 | 13º     | 5     |
| 12º  | 65 | Jonathan Rea    | HANNspree Ten Kate Honda | Honda CBR1000RR      | 23   | +0:35.608 | 6º      | 4     |
| 13º  | 76 | Max Neukirchner | HANNspree Ten Kate Honda | Honda CBR1000RR      | 23   | +0:39.929 | 17º     | 3     |
| 14º  | 5  | Ian Lowry       | Kawasaki Racing          | Kawasaki ZX 10R      | 23   | +0:54.836 | 18º     | 2     |
| 15º  | 15 | Matteo Baiocco  | Team Pedercini           | Kawasaki ZX 10R      | 23   | +1:07.191 | 19º     | 1     |
| 16º  | 33 | Fabrizio Lai    | ECHO CRS Honda           | Honda CBR1000RR      | 23   | +1:14.632 | 20º     |       |

#### Ritirati
| Nº  | Pilota           | Squadra                 | Motocicletta    | Giri | Griglia |
| --- | ---------------- | ----------------------- | --------------- | ---- | ------- |
| 95  | Roger Lee Hayden | Team Pedercini          | Kawasaki ZX 10R | 20   | 21º     |
| 11  | Troy Corser      | BMW Motorrad Motorsport | BMW S1000 RR    | 7    | 9º      |
| 52  | James Toseland   | Yamaha Sterilgarda      | Yamaha YZF R1   | 3    | 15º     |
| 111 | Rubén Xaus       | BMW Motorrad Motorsport | BMW S1000 RR    | 2    | 11º     |

#### Squalificato
| Nº | Pilota           | Squadra        | Motocicletta     | Giri | Tempo     | Griglia |
| -- | ---------------- | -------------- | ---------------- | ---- | --------- | ------- |
| 50 | Sylvain Guintoli | Suzuki Alstare | Suzuki GSX-R1000 | 23   | +0:04.625 | 2º      |

### Gara 2

#### Arrivati al traguardo[5]
| Pos. | Nº | Pilota           | Squadra                  | Motocicletta         | Giri | Tempo     | Griglia | Punti |
| ---- | -- | ---------------- | ------------------------ | -------------------- | ---- | --------- | ------- | ----- |
| 1º   | 3  | Max Biaggi       | Aprilia Alitalia Racing  | Aprilia RSV4 Factory | 23   | 38:11.343 | 4º      | 25    |
| 2º   | 35 | Cal Crutchlow    | Yamaha Sterilgarda       | Yamaha YZF R1        | 23   | +0:00.087 | 1º      | 20    |
| 3º   | 84 | Michel Fabrizio  | Ducati Xerox             | Ducati 1098R         | 23   | +0:03.715 | 5º      | 16    |
| 4º   | 50 | Sylvain Guintoli | Suzuki Alstare           | Suzuki GSX-R1000     | 23   | +0:04.004 | 2º      | 13    |
| 5º   | 41 | Noriyuki Haga    | Ducati Xerox             | Ducati 1098R         | 23   | +0:15.471 | 8º      | 11    |
| 6º   | 96 | Jakub Smrž       | PATA B&G Racing          | Aprilia RSV4 Factory | 23   | +0:18.378 | 3º      | 10    |
| 7º   | 99 | Luca Scassa      | Supersonic Racing        | Ducati 1098R         | 23   | +0:21.180 | 16º     | 9     |
| 8º   | 67 | Shane Byrne      | Althea Racing            | Ducati 1098R         | 23   | +0:23.055 | 14º     | 8     |
| 9º   | 7  | Carlos Checa     | Althea Racing            | Ducati 1098R         | 23   | +0:25.657 | 7º      | 7     |
| 10º  | 91 | Leon Haslam      | Suzuki Alstare           | Suzuki GSX-R1000     | 23   | +0:27.781 | 10º     | 6     |
| 11º  | 66 | Tom Sykes        | Kawasaki Racing          | Kawasaki ZX 10R      | 23   | +0:28.206 | 12º     | 5     |
| 12º  | 76 | Max Neukirchner  | HANNspree Ten Kate Honda | Honda CBR1000RR      | 23   | +0:44.634 | 17º     | 4     |
| 13º  | 5  | Ian Lowry        | Kawasaki Racing          | Kawasaki ZX 10R      | 23   | +1:04.181 | 18º     | 3     |
| 14º  | 15 | Matteo Baiocco   | Team Pedercini           | Kawasaki ZX 10R      | 23   | +1:16.446 | 19º     | 2     |

#### Ritirati
| Nº | Pilota           | Squadra                 | Motocicletta    | Giri | Griglia |
| -- | ---------------- | ----------------------- | --------------- | ---- | ------- |
| 57 | Lorenzo Lanzi    | DFX Corse               | Ducati 1098R    | 17   | 13º     |
| 95 | Roger Lee Hayden | Team Pedercini          | Kawasaki ZX 10R | 9    | 21º     |
| 52 | James Toseland   | Yamaha Sterilgarda      | Yamaha YZF R1   | 4    | 15º     |
| 11 | Troy Corser      | BMW Motorrad Motorsport | BMW S1000 RR    | 4    | 9º      |
| 33 | Fabrizio Lai     | ECHO CRS Honda          | Honda CBR1000RR | 4    | 20º     |

### Supersport

#### Arrivati al traguardo[3]
| Pos. | Nº  | Pilota            | Squadra                  | Motocicletta        | Giri | Tempo     | Griglia | Punti |
| ---- | --- | ----------------- | ------------------------ | ------------------- | ---- | --------- | ------- | ----- |
| 1º   | 50  | Eugene Laverty    | Parkalgar Honda          | Honda CBR600RR      | 22   | 37:46.575 | 2º      | 25    |
| 2º   | 54  | Kenan Sofuoğlu    | HANNspree Ten Kate Honda | Honda CBR600RR      | 22   | + 4.769   | 1º      | 20    |
| 3º   | 7   | Chaz Davies       | ParkinGO Triumph BE1     | Triumph Daytona 675 | 22   | + 17.658  | 12º     | 16    |
| 4º   | 55  | Massimo Roccoli   | Intermoto Czech          | Honda CBR600RR      | 22   | + 20.412  | 8º      | 13    |
| 5º   | 127 | Robbin Harms      | Harms Benjan Racing      | Honda CBR600RR      | 22   | + 20.559  | 11º     | 11    |
| 6º   | 37  | Katsuaki Fujiwara | Kawasaki Motocard.com    | Kawasaki ZX-6R      | 22   | + 21.200  | 3º      | 10    |
| 7º   | 25  | David Salom       | ParkinGO BE1 Triumph     | Triumph Daytona 675 | 22   | + 25.051  | 6º      | 9     |
| 8º   | 51  | Michele Pirro     | HANNspree Ten Kate Honda | Honda CBR600RR      | 22   | + 25.174  | 7º      | 8     |
| 9º   | 44  | Roberto Tamburini | Bike Service R.T.        | Yamaha YZF R6       | 22   | + 32.256  | 14º     | 7     |
| 10º  | 117 | Miguel Praia      | Parkalgar Honda          | Honda CBR600RR      | 22   | + 59.797  | 17º     | 6     |
| 11º  | 89  | Axel Maurin       | Falcone Competition      | Yamaha YZF R6       | 22   | +1:04.127 | 18º     | 5     |
| 12º  | 121 | Florian Marino    | Ten Kate Race Junior     | Honda CBR600RR      | 22   | +1:23.612 | 13º     | 4     |

#### Ritirati
| Nº | Pilota            | Squadra               | Motocicletta        | Giri | Griglia |
| -- | ----------------- | --------------------- | ------------------- | ---- | ------- |
| 4  | Gino Rea          | Intermoto Czech       | Honda CBR600RR      | 11   | 9º      |
| 18 | Mark Aitchison    | Kuja Racing           | Honda CBR600RR      | 11   | 10º     |
| 5  | Alexander Lundh   | Cresto Guide Racing   | Honda CBR600RR      | 8    | 19º     |
| 23 | Broc Parkes       | Kawasaki Motocard.com | Kawasaki ZX-6R      | 7    | 5º      |
| 99 | Fabien Foret      | Lorenzini by Leoni    | Kawasaki ZX-6R      | 6    | 4º      |
| 10 | Imre Tóth         | Team Toth             | Honda CBR600RR      | 5    | 20º     |
| 69 | Julien Enjolras   | ParkinGO Triumph BE1  | Triumph Daytona 675 | 5    | 16º     |
| 31 | Vittorio Iannuzzo | ParkinGO BE1 Triumph  | Triumph Daytona 675 | 4    | 15º     |